# Matyó

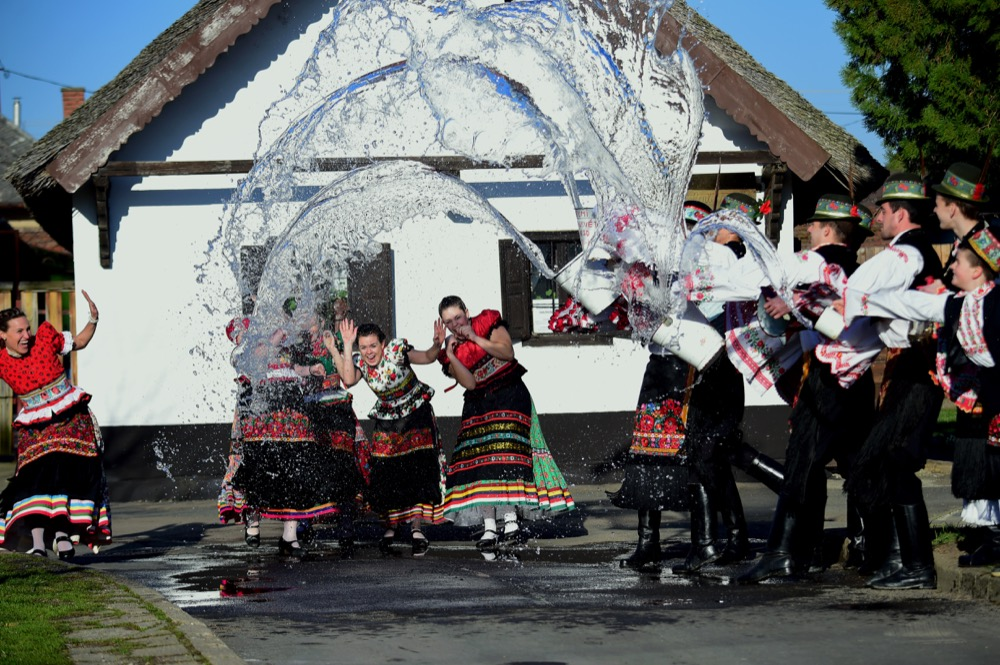
Stroje ludowe i zwyczaje ludu Matyó.

Matyó – ludność wyznania katolickiego zamieszkująca okolice Mezőkövesd.

## Historia
Nazwą Matyó określano głównie mieszkańców Mezőkövesd, ale zalicza się do nich również osoby mieszkające w Tard i Szentistván. Jest to ludność katolicka mieszkająca w enklawie wśród protestanckich wiosek. Członkowie społeczności tłumaczą, ze nazwa Matyó powstała ze zdrobnienia imienia króla Macieja (Mátyás), który nadał Mezőkövesd prawa miejskie. Po raz pierwszy węgierską sztukę ludową pokazano podczas Wystawy milenijnej w Budapeszcie w 1896 roku, gdy zaprezentowano również zwyczaje i haftowane stroje Matyó. Lud Matyó jest znany z charakterystycznego haftu. Początkowo dekorowano nim przedmioty użytkowe takie jak prześcieradła wyszywając wzory niebieską i czerwoną przędzą. W 2012 roku ich sztuka ludowa została wpisana na Listę Reprezentatywną Niematerialnego Dziedzictwa Kulturowego UNESCO.
W 1991 roku, aby zachować kulturę Matyó powstało Stowarzyszenie Sztuki Ludowej Matyó. Nie tylko organizuje imprezy kulturalne, uczy haftu, ale również członkowie dbają o zachowanie tradycyjnych haftowanych strojów. 